# Małgorzata Ruchała
Małgorzata Ruchała (* 21. Januar 1961 in Limanowa) ist eine ehemalige polnische Skilangläuferin und Biathletin.

## Werdegang
Ruchała, die für den KS Limanovia Limanowa und den WKS Legia Zakopane startete, trat international erstmals bei der Winter-Universiade 1985 in Belluno in Erscheinung. Dort gewann sie Silber mit der Staffel. Im Biathlon belegte sie bei den Weltmeisterschaften 1987 in Lahti den 22. Platz im Einzel und den 12. Rang im Sprint und bei den Weltmeisterschaften 1988 in Chamonix den 23. Rang im Einzel. Ihre besten Platzierungen bei den Nordischen Skiweltmeisterschaften 1987 in Oberstdorf waren der 26. Platz über 10 km klassisch und 11. Rang mit der Staffel und bei den Nordischen Skiweltmeisterschaften 1989 in Lahti der 25. Platz über 30 km Freistil und der 12. Rang mit der Staffel. Bei den Nordischen Skiweltmeisterschaften 1991 im Fleimstal kam sie auf den 27. Platz über 5 km klassisch, auf den 26. Rang über 30 km Freistil und auf den 14. Platz über 15 km klassisch. Zudem errang sie dort den 11. Platz mit der Staffel. Ihre besten Ergebnisse bei den Olympischen Winterspielen 1992 in Albertville waren der 24. Platz über 30 km Freistil und der zehnte Rang mit der Staffel. In der Saison 1992/93 erreichte sie in Štrbské Pleso mit dem 12. Platz über 10 km klassisch ihre beste Einzelplatzierung im Weltcup. Ihre besten Resultate beim Saisonhöhepunkt, den Nordischen Skiweltmeisterschaften 1993 in Falun waren der 22. Platz über 15 km klassisch und der 11. Rang mit der Staffel. In der folgenden Saison kam sie sechsmal in die Punkteränge und erreichte mit dem 33. Platz im Gesamtweltcup ihre beste Gesamtplatzierung. Bei den Olympischen Winterspielen 1994 in Lillehammer belegte sie den 16. Platz über 30 km klassisch, den 15. Rang über 5 km klassisch und den 14. Platz in der Verfolgung. Zudem wurde sie dort zusammen mit Mićhalina Maciuszek, Dorota Kwaśny und Bernadeta Bocek-Piotrowska Achte in der Staffel. Im folgenden Jahr lief sie bei den Nordische Skiweltmeisterschaften in Thunder Bay auf den 27. Platz in der Verfolgung und auf den 26. Rang über 5 km klassisch. Ihre besten Resultate bei den Nordischen Skiweltmeisterschaften 1997 in Trondheim waren der 45. Platz über 5 km klassisch und der 13. Rang mit der Staffel. Ihre letzten internationalen Rennen absolvierte sie bei den Olympischen Winterspielen 1998 in Nagano. Dabei kam sie auf den 35. Platz in der Verfolgung, auf den 33. Rang über 5 km klassisch und auf den 13. Platz mit der Staffel.
Bei polnischen Meisterschaften siegte Ruchała sechsmal über 5 km (1987, 1990, 1992, 1994, 1995, 1998), jeweils fünfmal über 10 km (1984, 1991, 1992, 1995, 1998) und 15 km (1989–1992, 1995), viermal über 30 km (1989–1991, 1994), zweimal über 20 km (1985, 1987) und einmal über 25 km (1984).

## Teilnahmen an Weltmeisterschaften und Olympischen Winterspielen

### Olympische Winterspiele
- 1992 Albertville: 10. Platz Staffel, 24. Platz 30 km Freistil, 34. Platz 15 km klassisch, 40. Platz 5 km klassisch
- 1994 Lillehammer: 8. Platz Staffel, 14. Platz 10 km Verfolgung, 15. Platz 5 km klassisch, 16. Platz 30 km klassisch
- 1998 Nagano: 13. Platz Staffel, 33. Platz 5 km klassisch, 35. Platz 10 km Verfolgung

### Nordische Skiweltmeisterschaften
- 1987 Oberstdorf: 11. Platz Staffel, 26. Platz 10 km klassisch, 28. Platz 5 km klassisch, 31. Platz 20 km Freistil
- 1989 Lahti: 12. Platz Staffel, 25. Platz 30 km Freistil, 26. Platz 10 km klassisch, 27. Platz 15 km klassisch, 37. Platz 10 km Freistil
- 1991 Val di Fiemme: 7. Platz Staffel, 14. Platz 15 km klassisch, 26. Platz 30 km Freistil, 27. Platz 5 km klassisch
- 1993 Falun: 11. Platz Staffel, 22. Platz 15 km klassisch, 23. Platz 30 km Freistil, 34. Platz 10 km Verfolgung, 44. Platz 5 km klassisch
- 1995 Thunder Bay: 26. Platz 5 km klassisch, 27. Platz 10 km Verfolgung
- 1997 Trondheim: 13. Platz Staffel, 45. Platz 5 km klassisch, 48. Platz 10 km Verfolgung, 50. Platz 30 km klassisch

### Biathlon-Weltmeisterschaften
- 1987 Lahti: 12. Platz Sprint, 22. Platz 10 km Einzel
- 1988 Chamonix: 23. Platz 10 km Einzel